# 4448 Phildavis
A 4448 Phildavis (ideiglenes jelöléssel 1986 EO) a Naprendszer kisbolygóövében található aszteroida. Carolyn Shoemaker fedezte fel 1986. március 5-én.